# Pňovice
Obec Pňovice (německy Knibitz) se nachází v okrese Olomouc v Olomouckém kraji. Žije zde přibližně 1 000 obyvatel.
Pňovicemi protéká Oskava. Jižním cípem vesnice prochází hranice CHKO Litovelské Pomoraví.

## Název
Na vesnici bylo přeneseno původní pojmenování jejích obyvatel Pňovici odvozené od osobního jména Peň (totožného s obecným peň - "pařez"). Význam místního jména byl "Pňovi lidé". Ve 13. a 14. století se také používala podoba Pněvice. Německé jméno vzniklo z českého (nahrazením skupiny pn-, kterou nezná, za kn- a změnou přípony).

## Historie
První písemná zmínka o obci pochází z roku 1249. Od 1. ledna 1980 do 23. listopadu 1990 byla součástí města Litovel.

## Obyvatelstvo

### Struktura
Vývoj počtu obyvatel za celou obec i za jeho jednotlivé části uvádí tabulka níže, ve které se zobrazuje i příslušnost jednotlivých částí k obci či následné odtržení.
| Místní části   | Místní části | 1869 | 1880 | 1890 | 1900 | 1910 | 1921 | 1930 | 1950 | 1961 | 1970 | 1980 | 1991 | 2001 | 2011 |
| -------------- | ------------ | ---- | ---- | ---- | ---- | ---- | ---- | ---- | ---- | ---- | ---- | ---- | ---- | ---- | ---- |
| Počet obyvatel | část Pňovice | 811  | 810  | 834  | 822  | 825  | 883  | 872  | 779  | 837  | 867  | 809  | 875  | 827  | 841  |
| Počet domů     | část Pňovice | 97   | 109  | 115  | 124  | 131  | 136  | 160  | 188  | 176  | 192  | 198  | 229  | 235  | 255  |

## Pamětihodnosti
- Archeologické naleziště v okolí obce z období neolitu, halštatu, středověku i novověku.
- Kostel svatého Václava

## Galerie

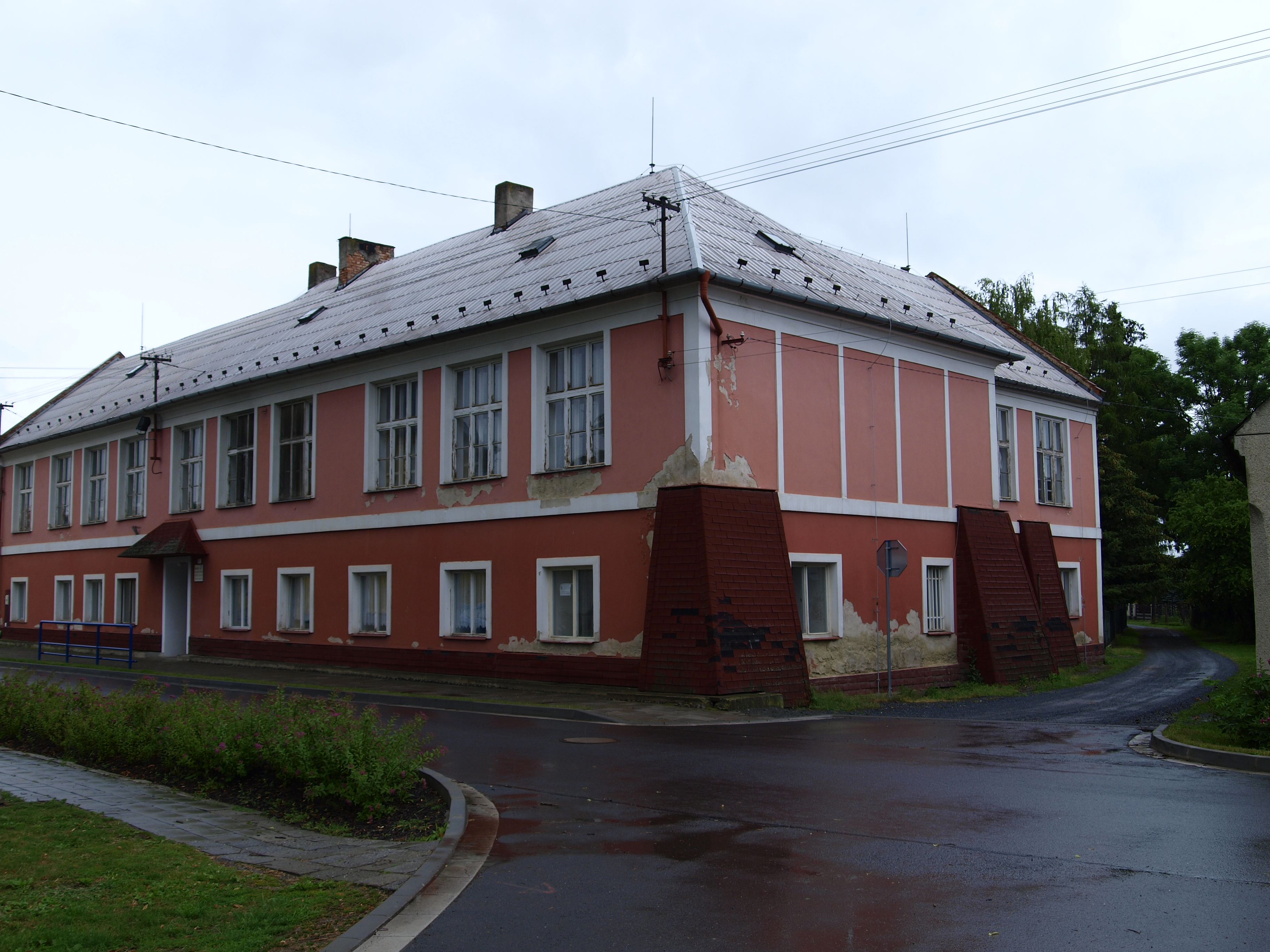
Knihovna v obci
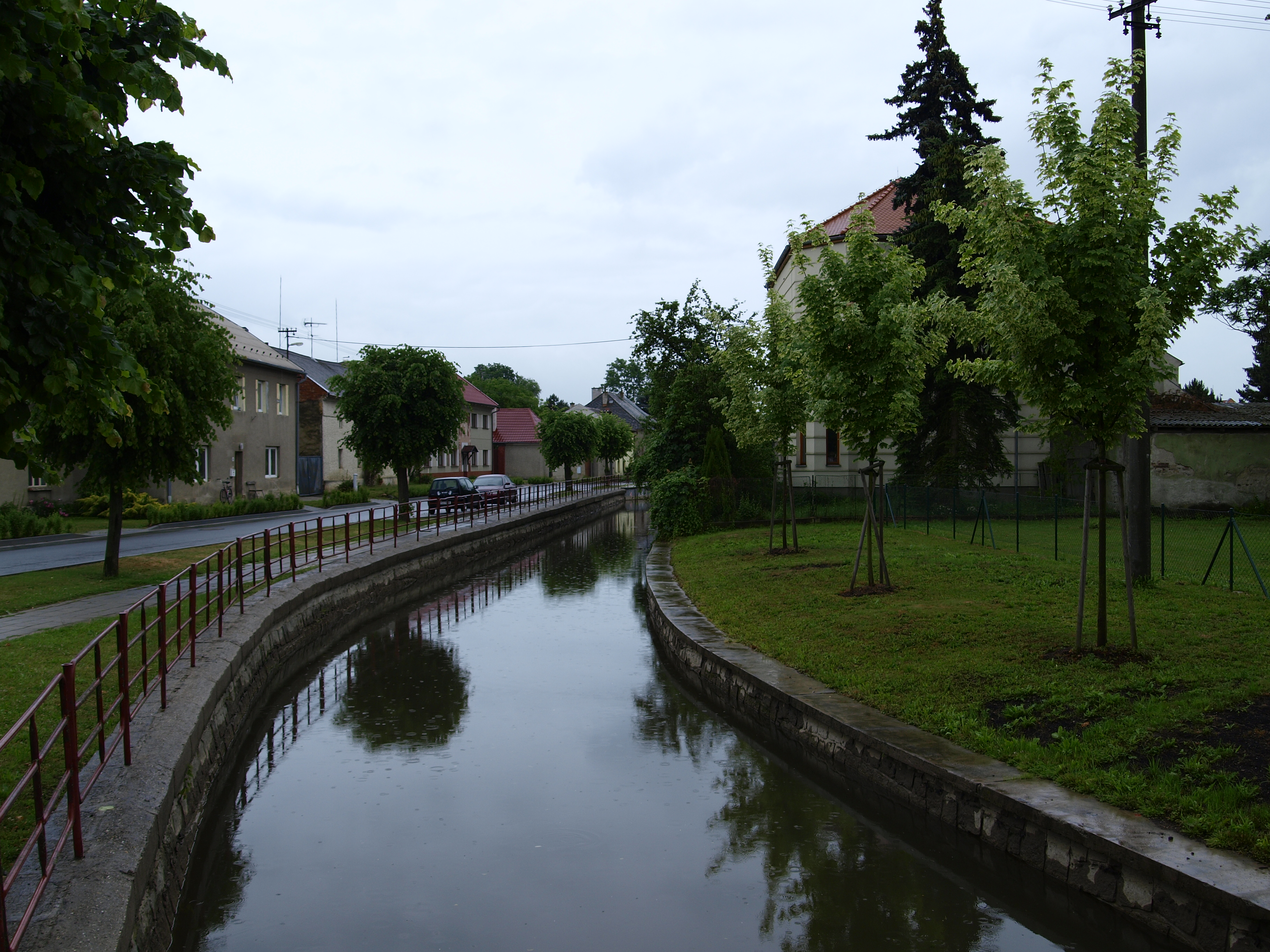
Oskava v Pňovicích
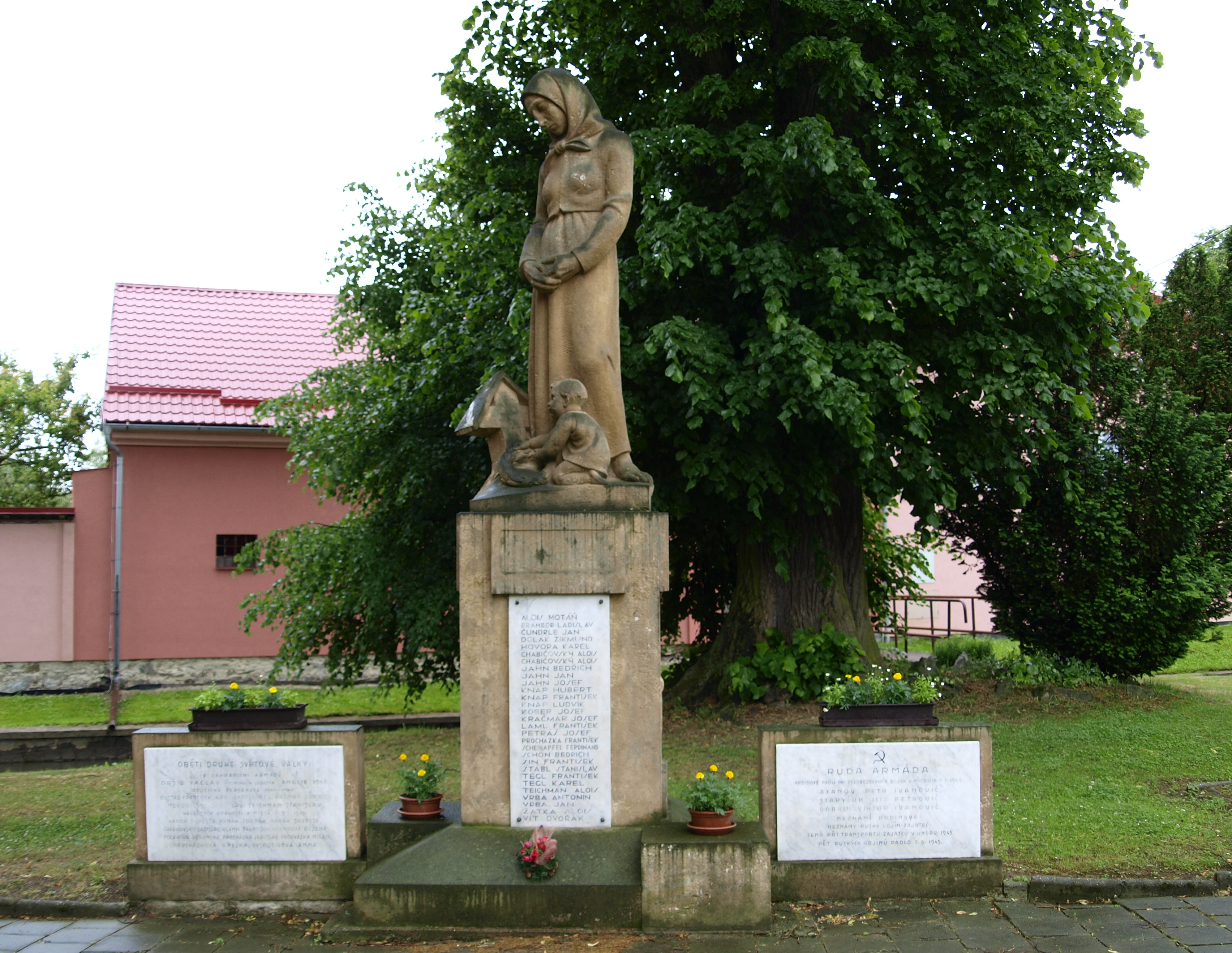
Pomník obětem válek u kostela